# Švýcarská mužská florbalová reprezentace

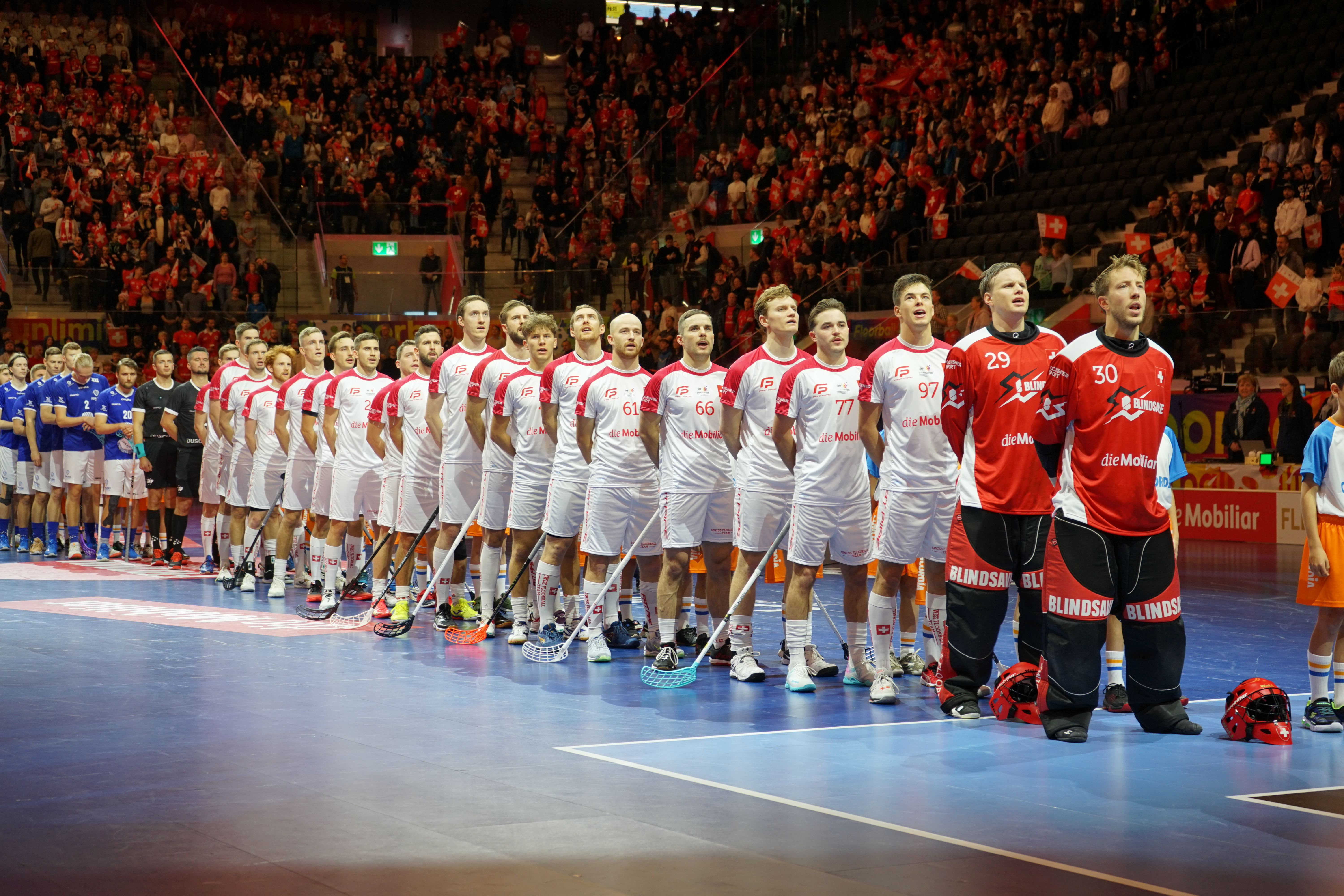
Švýcarská florbalová reprezentace na Mistrovství světa 2022

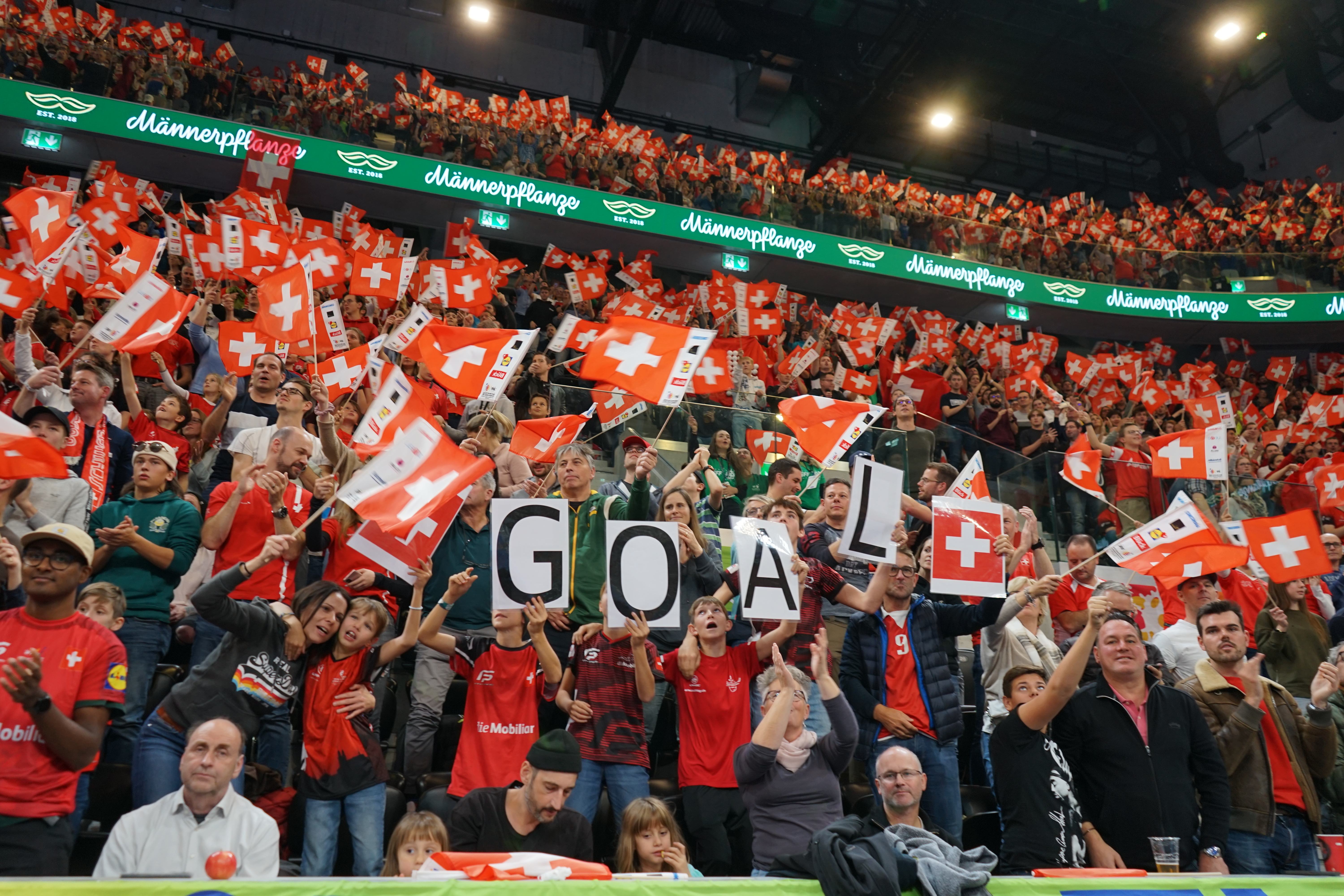
Fanoušci švýcarské reprezentace na Mistrovství světa 2022 v zápase proti Finsku

Švýcarská mužská florbalová reprezentace je národní florbalový tým Švýcarska, které je zakládajícím členem Mezinárodní florbalové federace.
Tým se zúčastnil všech dosavadních mistrovství světa i Evropy a florbalových turnajů na Světových hrách. Nejlepším výsledkem týmu je druhé místo z Mistrovství světa v roce 1998. Švýcaři dále získali sedm bronzových medailí. Tým je tak čtvrtou nejúspěšnější florbalovou reprezentací, po Švédsku, Finsku a Česku a před pátým Norskem. Dále Švýcarsko získalo stříbrnou medaili na Světových hrách v roce 2017. Na posledním šampionátu v roce 2024 se Švýcarsko poprvé po 28 letech od prvního mistrovství v roce 1996 neprobojovalo do semifinále. Na turnaji v roce 2006 se Švýcarsko stalo první týmem v historii, který neprohrál na mistrovství světa se Švédskem.
V žebříčku IFF je Švýcarsko páté (za Lotyšskem a před Slovenskem), po pátém a čtvrtém místě na šampionátech v letech 2024 a 2022.

## Bilance s Českem

Švýcarský tým slaví vítězství v zápase o bronz proti Česku na Mistrovství světa 2018 v Praze

K prosinci 2024 má Švýcarsko v dosavadních více než 70 zápasech proti české reprezentaci mírně pozitivní bilanci, která se v průběhu času zhoršuje. Švýcaři prohráli s Českem poprvé v přátelském zápase v roce 1996. První soutěžní prohra přišla v semifinále Mistrovství světa v roce 2004. V play-off mistrovství světa se Česko se Švýcarskem nejčastěji setkávají v zápasech o bronz, mezi lety 2002 a 2020 celkem osmkrát, z toho pětkrát zvítězili Švýcaři a třikrát Češi. V semifinále se potkali dvakrát (v obou případech díky vítězství Švýcarska ve skupině), mimo zmíněného roku 2004 znovu v roce 2022, kdy Švýcaři opět prohráli.

## Umístění

### Mistrovství Evropy
| Turnaj | Místo     | Umístění | Rozhodující zápas |
| ------ | --------- | -------- | ----------------- |
| 1994   | Finsko    | 3.       | Norsko 4 : 2      |
| 1995   | Švýcarsko | 3.       | Rusko 5 : 3       |

### Mistrovství světa
| Turnaj | Místo     | Umístění | Rozhodující zápas |
| ------ | --------- | -------- | ----------------- |
| 1996   | Švédsko   | 5.       | Rusko 8 : 3       |
| 1998   | Česko     | 2.       | Švédsko 3 : 10    |
| 2000   | Norsko    | 3.       | Dánsko 4 : 2      |
| 2002   | Finsko    | 3.       | Česko 4 : 3pp     |
| 2004   | Švýcarsko | 4.       | Finsko 7 : 8ts    |
| 2006   | Švédsko   | 3.       | Česko 9 : 4       |
| 2008   | Česko     | 3.       | Česko 5 : 4pp     |
| 2010   | Finsko    | 4.       | Česko 3 : 9       |
| 2012   | Švýcarsko | 3.       | Německo 8 : 0     |
| 2014   | Švédsko   | 4.       | Česko 3 : 4       |
| 2016   | Lotyšsko  | 3.       | Česko 8 : 5       |
| 2018   | Česko     | 3.       | Česko 4 : 2       |
| 2020   | Finsko    | 4.       | Česko 3 : 4pp     |
| 2022   | Švýcarsko | 4.       | Finsko 3 : 5      |
| 2024   | Švédsko   | 5.       | Slovensko 6 : 3   |

### Světové hry
| Turnaj | Místo                  | Umístění | Rozhodující zápas |
| ------ | ---------------------- | -------- | ----------------- |
| 2017   | Polsko                 | 2.       | Švédsko 5 : 7     |
| 2022   | Spojené státy americké | 5.       | Kanada 12 : 1     |

## Galerie

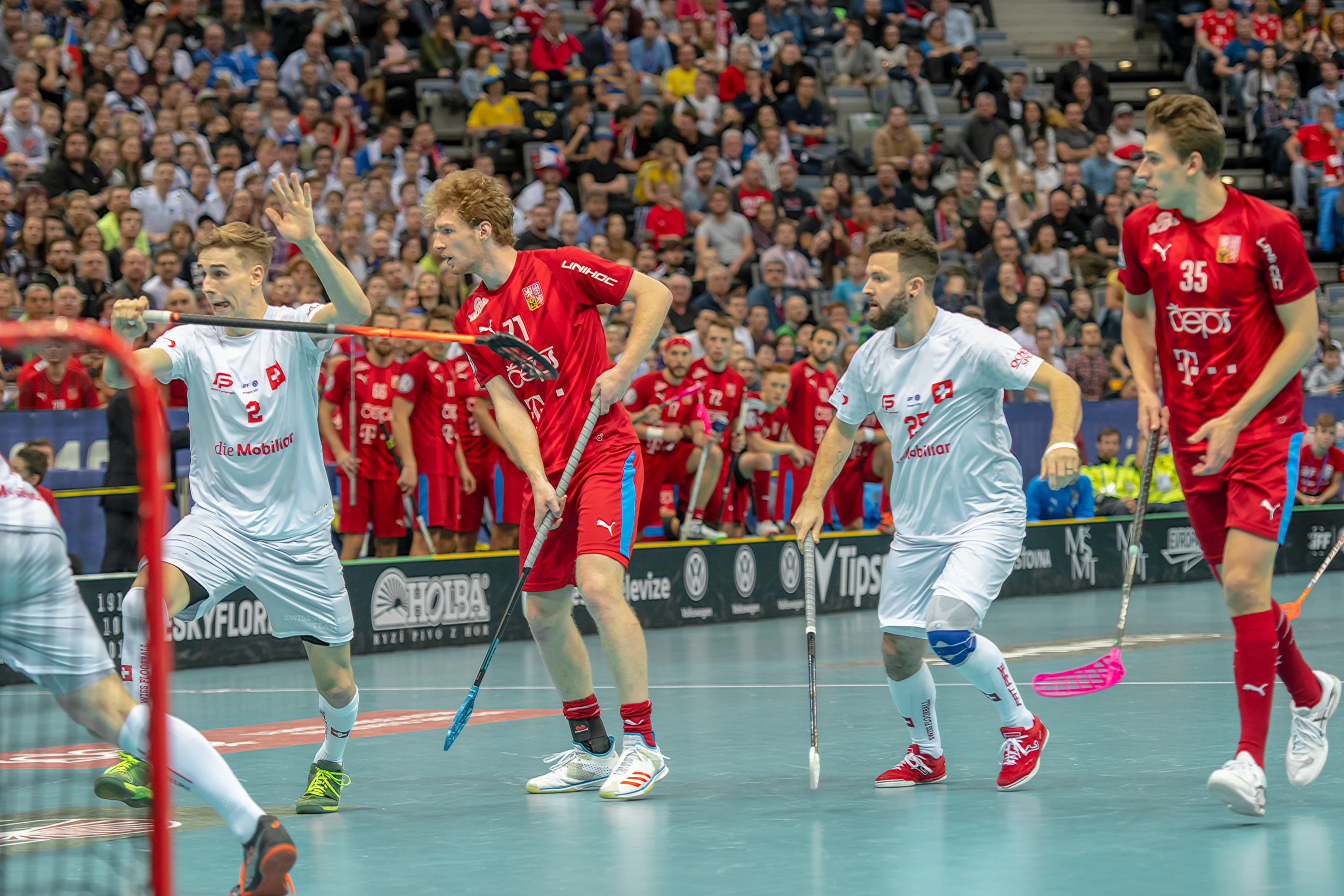
Hráči švýcarského týmu v zápase o bronz proti Česku na Mistrovství světa 2018 v Praze
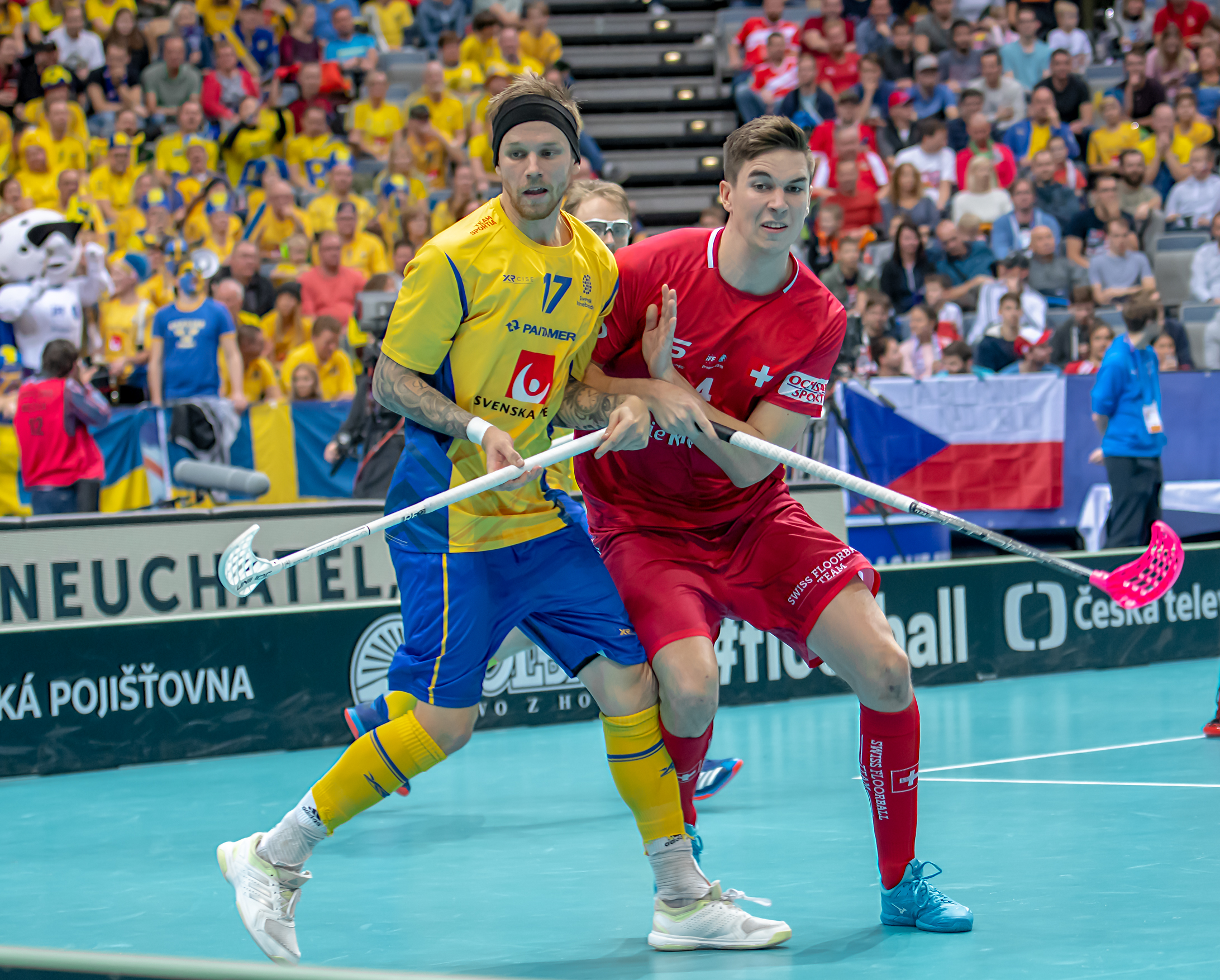
Švýcarský hráč v zápase proti Švédsku na Mistrovství světa 2018 v Praze
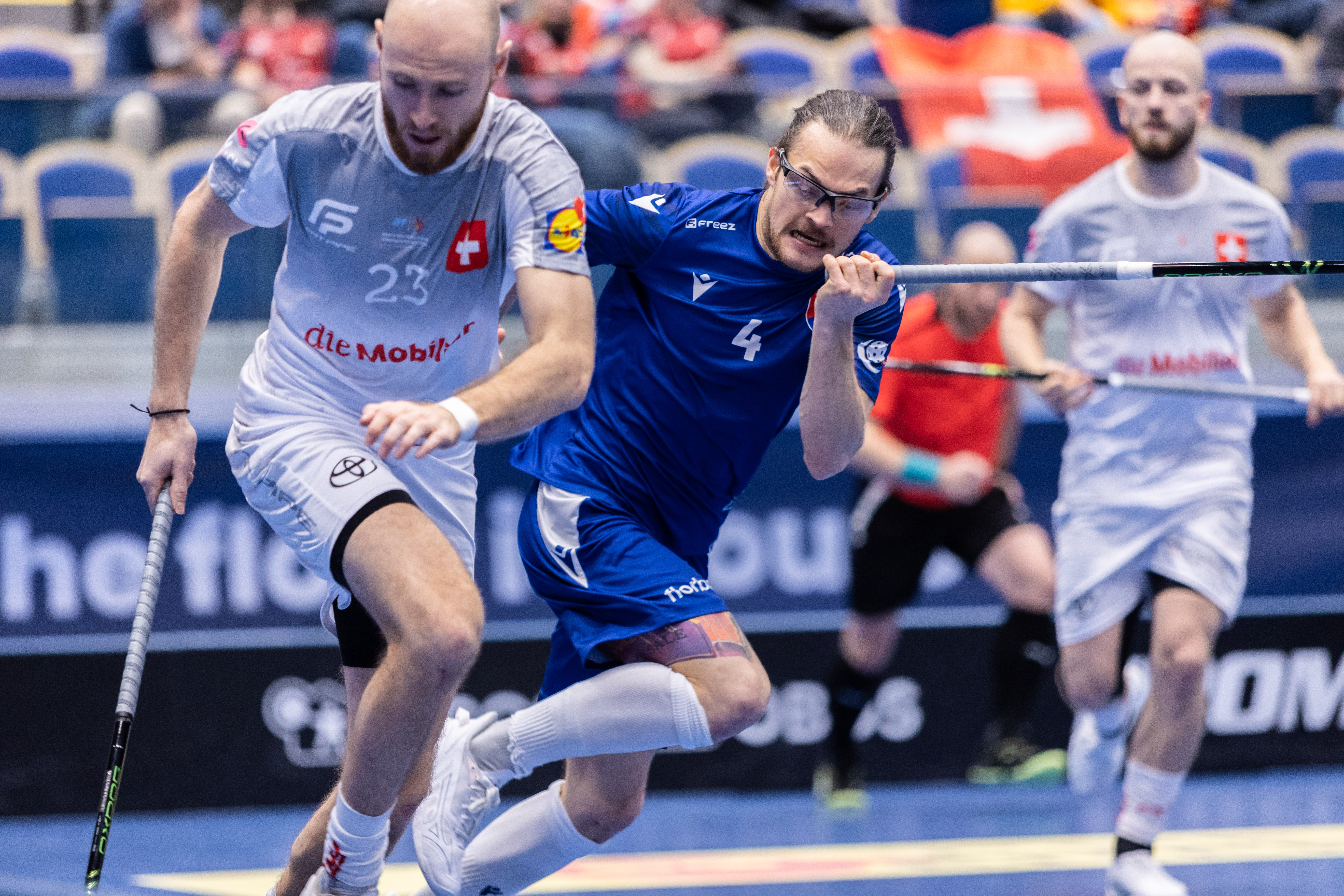
Hráči švýcarského týmu v zápase o 5. místo proti Slovensku na Mistrovství světa 2024